# サトフチャ
サトフチャ（ブルガリア語: Сатовча、ラテン文字転写: Satovcha）はブルガリア南西部の町、およびそれを中心とした基礎自治体。ブラゴエヴグラト州に属する。チェチ地方（Чеч / Chech）にある。

## 町村
サトフチャ基礎自治体（Община Сатовча）には、その中心であるサトフチャをはじめ、以下の町村（集落）が存在している。
- Боголин（ボゴリン）
- Ваклиново（バクリノヴォ）
- Вълкосел（ブルコセル）
- Годешево（ゴデシェヴォ）
- Долен（ドレン）
- Жижево（ジジェヴォ）
- Кочан（コチャン）

- Крибул（クリブル）
- Осина（オシナ）
- Плетена（プレテナ）
- Сатовча（サトフチャ）
- Слащен（スラシテン）
- Туховища（トゥホヴィシタ）
- Фъргово（フルゴヴォ）

## サトフチャ

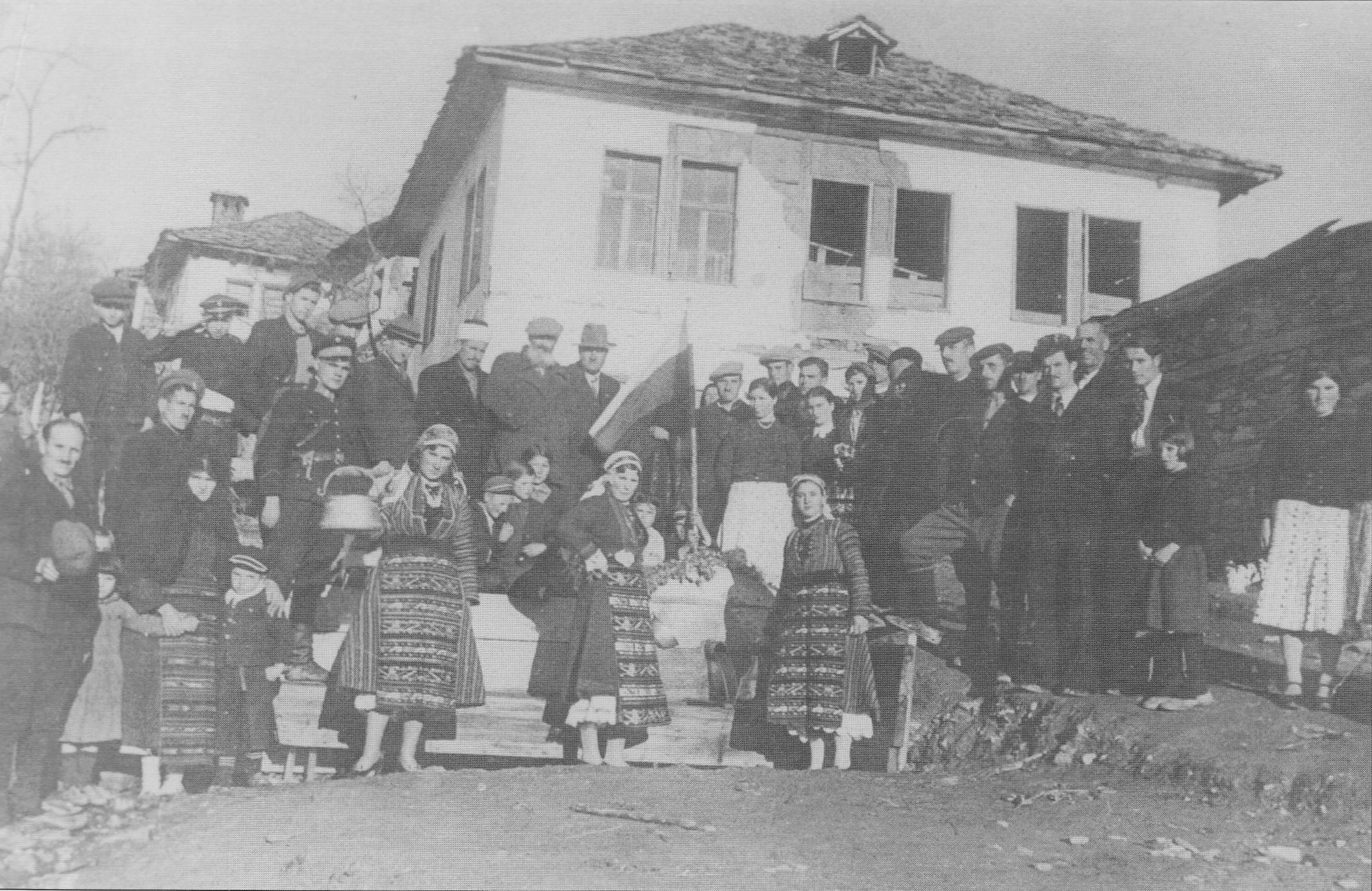
サトフチャのポマク住民たち。1935年

サトフチャはサトフチャ基礎自治体の中心で、行政府所在地である。2007年5月21日現在、その人口は2,162人である。正教会とイスラムの人口がそれぞれ半数程度となっている。
ヴァシル・クンチョフ（Васил Кънчов / Vasil Kanchov）によると、1900年の時点で832人のムスリム・ブルガリア人（ポマク）と、650人の正教徒が居住していた。

## コチャン
コチャン（Kochan (ブルガリア語: Кочан)）は、ブルガリア南西部の村である。2010年12月15日現在、その人口は2,988人である。周囲はカバの森に覆われている。

### 歴史

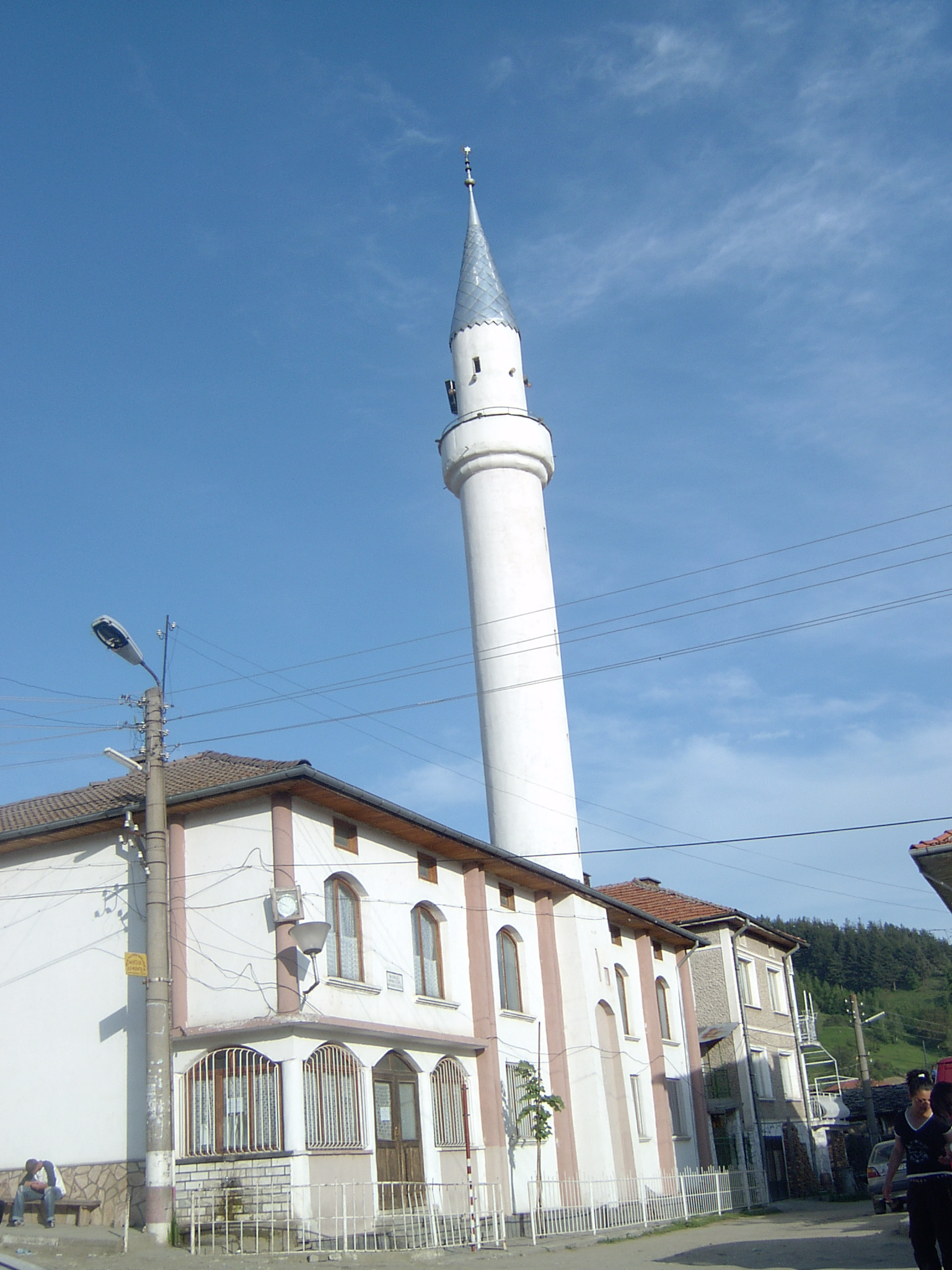
イスラム教のモスク

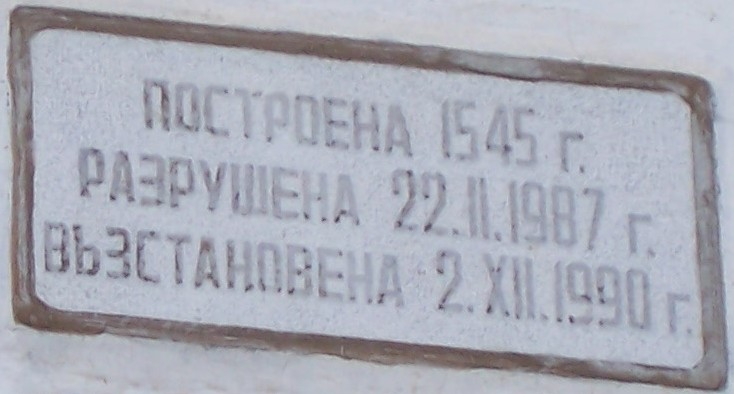
モスクの建設と復興の年代が記されている

トラキア人の遺跡があり、紀元前8世紀からの居住が確認されている。かつてこの地に住んでいた住民は、古代トラキア人の多神教の信者であった。村から見つかった神殿の跡や加工品はこの説を裏付けている。4世紀にキリスト教が布教されたといわれているが、これを裏付ける歴史的証拠は見つかっていない。この地にキリスト教が存在していたことを示す現存する唯一の証拠となり得るのは、村の北部ツルクヴァタ（Църквата、Cyrkvata）地区の教会の遺構のみであるが、この教会はローマ帝国の兵士によって造られ、プロヴディフへの経路として利用されていたことが知られている。仮説によると、この村にキリスト教が存在した証拠が見つからないのは、この村は周辺のギリシャ人と対立関係にあったために、ギリシャ人からの影響の流入を拒み、キリスト教を受け入れなかったと考えられている。あるいは、村の住民はパウロ派（en）やボゴミル派を自認していた可能性もある。あるいは、他のブルガリア北部地域同様、9世紀ごろまでキリスト教ではない宗教を信仰し続けていた可能性も考えられている。
8世紀から10世紀にかけてのビザンティン帝国とイスラム教国家との戦いの頃、村にイスラム教がもたらされたといわれている。この時代に、アラブ人の軍、あるいはイスラム教の布教者が村を訪れていた可能性がある。アラブ人がコチャンの村に存在していたことは、このビザンティンとイスラム教徒との戦争の時代に、ビザンティンがイスラム教徒をロドピ地方に収容していた可能性を示唆している。コチャンの村の人々が歌う歌には、オスマン帝国がこの地に侵入したとき既に村にイスラム教徒が住んでいたことに驚いた、という内容のものがある。
1912年、村がブルガリア領となったとき、周辺の他の村々とは異なり、コチャンの村の人々はキリスト教に改宗することを選択した。これによって他のロドピ地方の村で発生していたイスラム教徒に対する民族浄化を回避した。村の長とイマームは村人たちに対して、コーランによれば、心はイスラム教徒のままでも、殺害されることを避けるために表面上は他の宗教に改宗することが認められていると説いた。ブルガリアの軍は村に入ると、それまであったモスクを破壊し、キリスト教の教会を建設した。ギリシャ領から追放されてきたブルガリア人難民がコチャン村に土地を与えられ、村に居住するようになったが、やがてブルガリア軍が村を去ると、難民はキリスト教の教会を残して去り、教会は放置されるようになった。1913年にはイスラム教とモスクが村に復活した。
第二次世界大戦後の共産主義政権支配下では、全体主義体制が敷かれ、他のブルガリア全域と同様、あらゆる宗教は厳しく弾圧され、モスクへの立ち入りは禁止された。1989年に民主化が実現したときには、モスクのミナレットは朽ち果て、他の部分も激しく損傷を受けていた。1991年にはその修復はおおむね完了し、その他の装飾的な部分の修復はその後も継続された。モスクは良好な状態になっているものの、まだ修復の必要な部分や、暖房システムの設置などが必要とされている。

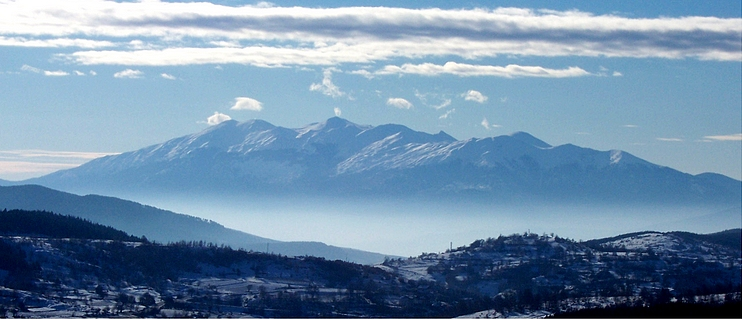
コチャン遠景

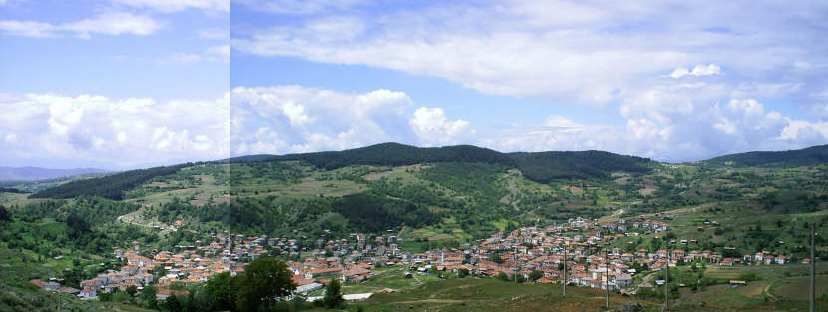
コチャンのパノラマ画像